# دهینتالاوا
دهینتالاوا (به لاتین: Dehintalawa) یک منطقهٔ مسکونی در سری‌لانکا است که در استان مرکزی (سری‌لانکا) واقع شده‌است.